# Antični Jeriho
Tell es-Sultan (arabsko تل السلطان, DMG Tall as -Sulṭān) je arheološko najdišče v Jerihu na Zahodnem bregu. Pomen 
najdišča izhaja iz dejstva, da je prav tam mogoče raziskati začetke urbanizacije v kontekstu neolitske revolucije.

## Lega
Tell es-Sultan leži 2 kilometra severozahodno od središča mesta Jeriho, ob bazni postaji žičnice Jeriho, ki vodi do samostana in Gora skušnjave (grič v judovski puščavi, kjer je Jezusa skušal hudič (Matej 4: 8). Natančna lokacija ni znana in je ni mogoče določiti. Na splošno je identificiran z goro Quarantania, arabsko ime: Jabal al-Qarantal, hrib, visok približno 366 metrov, ki se dviga severozahodno nad mestom Jeriho na Zahodnem bregu).

## Struktura
Najdišče je 21 m visok Tell: prekrivni sloji iz 11.500 let - skupaj 23 - tvorijo gomilo časovno zaporednih ostankov naselbine, ki je bila večkrat uničena, na njihovi destrukcijski plasti pa je bilo naselje obnovljeno.

## Faze

### Neolitik
- 10. - 9. tisočletje pred našim štetjem epipalaeolitik: prvi znaki kolonizacije
- 8800 do 7000 pr. n. št. predkeramični neolitik B (PKNB). Naselje 4 hektarjev je bilo zgrajeno okoli 8050 pr. n. št. Najstarejši znani kamniti stolp (stolp Jeriho) je bil postavljen v 3. stoletju pred našim štetjem, bil je del utrdbe mesta in vsebuje najstarejše znano stopnišče (20 stopnic) na svetu. Prebivalci tega mesta so živeli v okroglih stavbah iz blatnih opek. Rezan je bil kamniti zid, ki je bodisi mestno obzidje bodisi zaščita pred poplavami. Ekonomska osnova mesta je bila pridelava dvozrne pšenice (Triticum dicoccum), ječmena in stročnic, živinoreja in lov.
- 7700 do 7220 pr n. št. kolonizacija kraja ni dokazana.
- 7220 do leta 6400 pr. n. št. konec predkeramičnega neolitika B (PKNB) in predkeramičnega neolitika C (PKNC). Zdaj so bile naseljene velike pravokotne hiše iz blatne opeke. Postavljen je bil nov zid, večkrat porušen in prezidan. V arheoloških najdbah so bili odkriti številni posevki in sledi ovčarstva. V hišah so bile človeške lobanje sekundarno pokopane blizu vhodov. Delno so obrazi lobanj rekonstruirani z mavcem, ponekod pa so oči zamenjale školjke. Izjemni kosi so v Arheološkem muzeju v Amanu.

### Bronasta doba
- Konec zgodnje bronaste dobe III B: približno 2200 pr. n. št. je mesto uničil požar, verjetno zaradi potresa.
- Zgodnja bronasta doba IV / srednja bronasta doba (2150-1950 pr. n. št.): v manjši meri se naseljujejo verjetno rejci govedi in pol nomadi. Uvedba novih grobnih objektov z dostopom preko navpičnih jaškov. Grobovi so služili samo v tem obdobju poselitve in so bili bolj ali manj bujno opremljeni glede na rang ali premoženjsko stanje posameznih pokojnikov.
- Pozna bronasta doba I: uničenje mesta in mestnega obzidja, ki ga je verjetno povzročil potres okoli leta 1550 pr. n. št.
- Pozna bronasta doba II A: naselitev brez obnove mestnega obzidja v manjšem obsegu do približno 1300 pr. n. št.
- Pozna bronasta doba II B: ni naselja 1300 pr. n. št. do začetka železne dobe (1150 pr. n. št.).

## Arheologija
Za izkopavanja so zaslužni arheolog Ernst Sellin (1867-1946), britanska arheologinja Kathleen M. Kenyon (1906-1978) in italijanski arheolog Nicolo Marchetti (izkopavanja 1997-2000).
 Rimska univerza od leta 2000 sodeluje s palestinsko upravo za antiko in UNESCO-m pri konceptu ohranjanja in trajnostnega razvoja arheološkega najdišča in njegovega turističnega razvoja kot arheološkega parka. Najdišče je odprto za javnost.
Prvič so v Jerihu izkopavali leta 1868, čeprav je Anglež C. Warren po nekaterih poskusih verjel, da najdišče ni bilo pomembno. J. F. Bliss je leta 1894 ob vznožju hriba sondiral nekaj točk. Prepričan je bil, da je odkril porušene stene Jerihona, kot ga opisuje Jošua 6, 1-27.
Prva sistematična izkopavanja je med letoma 1907 in 1909 izvajala skupina pod vodstvom Ernsta Sellina, starozaveznega učenjaka, v kateri je vodilno vlogo prevzel tudi berlinski arheolog Carl Watzinger. V arheologiji Palestine jim je uspel prvi večji preskok z objavo rezultatov izkopavanj glede na stanje publikacijske tehnologije iz leta 1913, četudi je Watzinger moral popraviti datiranje leta 1926 . Ker ni bila poznana keramična epoha, ni bilo mogoče ugotoviti, da je bilo mesto skoraj neposeljeno ravno v času, ko je Biblija omenjala padec obzidja. Med izkopavanjem so bili delno izkopani odseki zidov iz zgodnje in srednje bronaste dobe. Watzinger je v zadnjih dveh letih nemško-turškega poveljstva za zaščito spomenikov, ki je bil ustanovljen novembra 1916 s sedežem v Damasku, pripadal aktivnemu poveljstvu za zaščito spomenikov prve svetovne vojne.
Med prvo britansko akcijo izkopavanj, ki jo je med leti 1930 in 1936 vodil John Garstang, in jo je sprožil Watzingerjev novi predlog za datacijo, je zanimanje anglosaške javnosti raslo. Garstang, 1919–1926, vodja britanske šole za arheologijo v Palestini, je nasprotoval nemškemu in datiral obzidje v pozno {{ronasta doba|bronasto dobo]]. Konec koncev so v izkopu odkrili najdbe iz neolitika, pa tudi odkritje ogromne nekropole na zahodu in severozahodu naselbine.
1952 do 1958 je potekala druga britanska akcija izkopavanja pod vodstvom Kathleen Mary Kenyon. Angleška arheologinja je pri izkopavanjih na Bližnjem vzhodu dosegla metodološko izboljšanje, tako da so zabeležili stratigrafijo rezov. Z uporabo stratigrafske metode je mogoče ustvariti relativno kronologijo keramike. Raziskan je bil tudi manjši del neolitskega mesta, s številnimi najdbami nekropole in znamenitim stolpom iz konca 9. tisočletja pred našim štetjem. 
Od leta 1997 do 2000 in od 2000 do 2008 sta potekali še dve akciji. Prvo je izvedla italijansko-palestinska ekipa. Na italijanski strani je bila odgovorna rimska univerza La Sapienza na palestinski Uprava za starine. Izkopane so bile številne najdbe, denimo mesto Ebla, vendar se je ekipa soočila tudi s hudim uničenjem, kot sta erozija in cesta, ki je prečkala območje. Sledila so nujna izkopavanja. Fokus izkopavanj je bila bronasta doba.
Politični okvir je pustil le omejeno sodelovanje med obema institucijama, vendar je leta 2005 Univerza iz Rima organizirala mednarodni kongres z naslovom Tell es-Sultan v kontekstu doline reke Jordan. Upravljanje, ohranjanje in trajnostni razvoj v Arihi, današnji Jeriho. Eden od ciljev je bil ustanoviti arheološki park v sodelovanju z UNESCO-m, natančneje z Unescovim uradom v Ramallahu. Rezultati so bili naslednje leto objavljeni v seriji ROSAPAT. Pojavilo se je v četrtem zvezku, poročilo podobnega kongresa marca 2007. Kraj Jeriho je po Betlehemu drugo območje svetovne dediščine na palestinskem ozemlju in tudi prvi pilotni projekt izgradnje naravnega in arheološkega parka. Končno je bila leta 2008 organizirana delavnica, na katero so se pripravile. Poleg tega je bilo pod vodstvom palestinske Agencije za starine, ki jo je koordinirala italijanska misija, razvita spletna stran za projekt.
Med zadnjo akcijo izkopavanja so našli egipčanskega skarabeja iz 19. stoletja pred našim štetjem. V katerem je sodobno ime Jerihos povedano z Ruha. Lokalna tradicija Jeriho pozna kot ar-Riha.